# Deducción del módulo de la suma
Este artículo presenta una deducción para la expresión del módulo resultante de dos vectores (véase vector (física) y módulo (vector)) de un espacio vectorial (sobre los números reales).

## Deducción
Sean dos vectores {\displaystyle {\vec {a}}} y {\displaystyle {\vec {b}}} que forman un ángulo {\displaystyle \theta } entre
sí:
La fórmula para calcular {\displaystyle \left|{\vec {a}}+{\vec {b}}\right|} se deduce observando los triángulos rectángulos que se forman, OCB y ACB, y aplicando el Teorema de Pitágoras. En el triángulo OCB:

{\displaystyle {\overline {\text{OB}}}^{2}={\overline {\text{OC}}}^{2}+{\overline {\text{CB}}}^{2}}
{\displaystyle {\overline {\text{OB}}}=|{\vec {a}}+{\vec {b}}|}
{\displaystyle {\overline {\text{OC}}}=\left|{\vec {a}}\left|+AC\right.\right.}

Resultando:

{\displaystyle \left|{\vec {a}}+{\vec {b}}\right|^{2}=\left(|{\vec {a}}|+{\overline {\text{AC}}}\right)^{2}+{\overline {\text{CB}}}^{2}}

En el triángulo ACB :

{\displaystyle {\overline {\text{AC}}}=|{\vec {b}}|\cos \theta }
{\displaystyle {\overline {\text{CB}}}=|{\vec {b}}|\sin \theta }

Sustituyendo esto en la igualdad de antes resulta:
{\displaystyle \left|{\vec {a}}+{\vec {b}}\right|^{2}=\left(|{\vec {a}}|+|{\vec {b}}|\cos \theta \right)^{2}+\left(|{\vec {b}}|\sin \theta \right)^{2}}
{\displaystyle \left|{\vec {a}}+{\vec {b}}\right|^{2}=|{\vec {a}}|^{2}+2|{\vec {a}}||{\vec {b}}|\cos \theta +|{\vec {b}}|^{2}\cos ^{2}\theta +|{\vec {b}}|^{2}\sin ^{2}\theta }
{\displaystyle \left|{\vec {a}}+{\vec {b}}\right|^{2}=|{\vec {a}}|^{2}+2|{\vec {a}}||{\vec {b}}|\cos \theta +|{\vec {b}}|^{2}\left(\cos ^{2}\theta +\sin ^{2}\theta \right)}
{\displaystyle \cos ^{2}\theta +\sin ^{2}\theta =1\quad \Rightarrow \quad \left|{\vec {a}}+{\vec {b}}\right|^{2}=|{\vec {a}}|^{2}+2|{\vec {a}}||{\vec {b}}|\cos \theta +|{\vec {b}}|^{2}}
{\displaystyle \left|{\vec {a}}+{\vec {b}}\right|={\sqrt {|{\vec {a}}|^{2}+2|{\vec {a}}||{\vec {b}}|\cos \theta +|{\vec {b}}|^{2}}}}
{\displaystyle \left|{\vec {a}}+{\vec {b}}\right|={\sqrt {|{\vec {a}}|^{2}+|{\vec {b}}|^{2}+2|{\vec {a}}||{\vec {b}}|\cos \theta }}}
- Datos: Q5679055